# Marçal (futebolista)
Fernando Marçal Oliveira (São Paulo, 19 de fevereiro de 1989) é um futebolista brasileiro que atua como lateral-esquerdo. Atualmente joga pelo Botafogo.

## Carreira
Marçal passou pelas categorias de base do  Grêmio e depois iniciou a carreira profissional em 2009 no Guaratinguetá.

### Torreense
Em 2010 assinou pelo Torreense, da Segunda Liga, onde fez 40 jogos pelo clube.

### Nacional
Após jogar a segunda divisão portuguesa foi contratado pelo Nacional, na primeira Liga.  

### Benfica
Para a temporada 2015–16, Marçal mudou-se pela primeira vez para o Benfica, que posteriormente o contratou por um período de cinco anos.Na pré-temporada, o técnico Rui Vitória, pôs Marçal em campo apenas alguns minutos, sempre como suplente foi utilizado nos jogos contra o PSG (25 minutos), o New York Red Bulls (oito) e o America (45).Então dispensando o jogador que nunca mais atuou com a camisa encarnada.

### Gaziantepspor
Em 20 de agosto de 2015, transferiu-se para o Gaziantepspor por empréstimo de uma temporada.

### Guingamp
Em 2016, Marçal foi emprestado ao Guingamp, onde marcou 8 assistências em 31 partidas da Ligue 1, terminando o campeonato como líder de assistências, foi considerado o segundo melhor lateral-esquerdo da temporada.
Três dias depois de sua chegada, foi escalado por Antoine Kombouaré contra o Olympique de Marseille em casa.

### Lyon
Em 16 de junho de 2017, Marçal assinou um contrato com o Lyon por € 4,5 milhões.
Na última temporada pelo Lyon, Marçal atuou em 26 partidas, com uma assistência. Na Liga dos Campeões, esteve em campo nas fases finais da competição, inclusive na derrota por 3 a 0 para o Bayernna fase semifinal.

### Wolverhampton
Em 6 de setembro de 2020, Marçal foi anunciado pelo Wolverhampton, ele assinou um contrato de dois anos.Em 14 de setembro de 2020, Marçal fez sua estreia pelo Wolves em uma partida da Premier League contra o Sheffield United.
Em sua última temporada com os Lobos, Marçal participou de 19 partidas, sendo 17 da Premier League; não houve gols ou assistências.

### Botafogo
Em 16 de junho de 2022, Marçal foi anunciado pelo Botafogo que assinou contrato de dois anos e meio, vínculo até o fim de 2023.Marçal fez sua estreia diante do Santos, na derrota por 2 a 0 em 20 de julho de 2022, jogo válido pelo Campeonato Brasileiro.
Marçal pegou a sobra e, de fora da área, acertou um belo chute no ângulo, numa obra-prima para fazer seu primeiro gol com a camisa do clube alvinegro, jogo em que Botafogo derrotou o Fortaleza por 3 a 1, na Arena Castelão, pelo Campeonato Brasileiro.

###### 2023
Fernando Marçal começou 2023 de maneira positiva, marcando o primeiro gol da equipe na temporada na vitória por 2 a 1 sobre o Volta Redonda pelo Campeonato Carioca, além de usar a faixa de capitão pela primeira vez.
Em março do mesmo ano, após julgamento do TJD-RJ pelas denúncias relatadas em nervoso clássico contra o Flamengo, Marçal fora punido com cinco jogos: quatro por ofensa à honra do árbitro e mais um por conduta antidesportiva por chutar o microfone na beira do campo após expulsão, mais uma multa de R$ 3 mil.[carece de fontes?]
Fez parte do time que alcançou a melhor campanha da história do primeiro turno nos pontos corridos pelo Campeonato Brasileiro, porém, juntamente de todo o time, caiu de produção no segundo turno, quando o Botafogo deixou de conquistar o título depois de liderar a competição por 33 rodadas. Terminou a temporada com 42 jogos, 1 gol marcado e 7 assistências.[carece de fontes?]

###### 2024
Com lesão na panturrilha, Marçal desfalcou o Botafogo na estreia do time na fase de grupos da Copa Libertadores da América, contra o Junior Barranquilla, no Estádio Nilton Santos. O lateral-esquerdo sofre com a lesão no local desde a partida contra a Portuguesa, no Campeonato Carioca. Na ocasião, sentiu a panturrilha e foi substituído aos 13 minutos do primeiro tempo.
No dia 20 de abril de 2024, o Botafogo anunciou nova lesão na panturrilha direita de Marçal. Em nota, o clube deu como previsão mínima de retorno quatro semanas.
Em 27 de dezembro de 2024, a diretoria do Botafogo anunciou que não renovaria o contrato do atleta.[carece de fontes?]

### Retorno ao Botafogo
Em 26 de fevereiro de 2025, o Botafogo acertou o retorno do lateral, após não renovar seu contrato ao final do ano de 2024. Após ter seu nome ventilado em diversos clubes, inclusive no rival Fluminense, Marçal permaneceu sem clube até o acerto. O contrato vai até o fim do ano e o jogador, que possui boa relação com John Textor, chega como um ''homem forte'' no vestiário alvinegro.

## Títulos
Benfica
- Supertaça Cândido de Oliveira: 2016

Botafogo
- Copa Libertadores da América: 2024
- Campeonato Brasileiro: 2024
- Taça Rio: 2023 e 2024

### Outras conquistas
Nacional da Madeira
- Troféu Ramón de Carranza: 2012

Lyon
- Emirates Cup: 2019